# Monique Wittig
Monique Wittig ( pronunciación en francés: /mɔnɪ́jk vɪtɪg// (escucharⓘ) ) (Dannemarie,13 de julio de 1935 – Tucson, 3 de enero de 2003) fue una filósofa materialista, teórica, novelista y activista feminista francesa que realizó significantes aportes teóricos a diferentes ramas del feminismo y lesbofeminismo. Su obra se caracteriza por una investigación estilística y semántica sobre la superación de los roles de género socialmente impuestos. 
Sus ensayos han significado grandes aportes al feminismo materialista, el feminismo radical y al lesbofeminismo. Su trabajo más reconocido, El pensamiento heterosexual, ha significado, junto a otros ensayos, gran influencia para autores contemporáneos o posteriores a ella. Su obra más conocida, una conferencia del año 1979 que se publicó originariamente en inglés en 1992, se tradujo al castellano en una edición póstuma publicada en 2006 y titulada El pensamiento heterosexual y otros ensayos.
Además, publicó diversas obras ficcionales, como novelas, realismo literario, ficción corta y novelas. Publicó su primera novela, L'Opoponax, en 1964 que, con una estructura atípica de escritura, trata sobre niños experimentando típicas cosas de la infancia, como el primer día de clases y el primer romance. Su segunda novela, Les Guérillères (1969), fue un hito en el feminismo lésbico.

## Biografía
Wittig nació en Dannemarie, Alto Rin en 1935 en el seno una familia de católico practicante y conservadora. Su hermana, Gille Wittig (1938 - 2009), fue pintora y compartió su compromiso feminista. Después de la anexión de Alsacia por Alemania, la familia se mudó a Audincourt, luego cerca de Rodez y finalmente en la Isla de Francia, donde Monique y Gille fueron educadas en una escuela secundaria experimental (Collège expérimental). Después de su educación secundaria, Wittig validó una Licenciatura en Literatura en la Sorbona. También estudió chino en el Instituto Nacional de Lenguas y Civilizaciones Orientales (INALCO).
Se doctoró en 1986 tras presentar su tesis titulada Le Chantier littéraire: témoignage sur l'expérience langagière d'un écrivain bajo la dirección de Gérard Genette en la Escuela de Estudios Superiores en Ciencias Sociales (lectores Louis Marin y Christian Metz). Ella definió su posición como escritora y reflexionó sobre el proceso de escritura. Para ello, retomó obras propias, como Les Guérillères o L'Opoponax. Este estudio finalizó con una reflexión sobre el género gramatical y su articulación con el género social que conduce a «una denuncia de la apropiación por parte de los hombres de lo universal». También fue un homenaje a Nathalie Sarraute, de quien era amiga desde 1964. Su tesis, revisada varias veces, fue publicada póstumamente en 2010.
Está enterrada en París en el cementerio de Père-Lachaise en la división 89.

## Teorías
Sus teorías, sobre todo fundantes del lesbofeminismo, parten de postulados feministas y más aún feministas lesbianas, en realidad se inscriben dentro del materialismo francés, pues apuntan a la afirmación de que la categoría de sexo es una categoría social y no natural ni biológica. La relación de poder es la que crea la categoría de sexo, y no al revés . En este sentido, es la relación de esclavitud hacia los hombres lo que define a las mujeres como clase. Ella también explora las relaciones de significado en un contexto en que han sido los hombres los que definen el mundo desde la relación de sí con el mundo mismo. Una de sus aportaciones fundamentales es el entendimiento de la heterosexualidad como un régimen político, un modo de entender y organizar el mundo, y no como una orientación, preferencia o práctica sexual. El materialismo francés retomado por las feministas, continúa con la postura de que toda idea y categoría es cultural, es decir, es construida socialmente y no hay categorías neutrales. Es la relación de poder la que determina esas categorías, por ello el entendimiento de los hombres y las mujeres como clase, y no como grupos biológicos. También hizo un estudio respecto a la función del lenguaje: afirmaba que la lengua perpetúa la distinción clásica del poder y toda definición que de ella se desprenda; es decir, la lengua está a disposición de lo masculino hegemónico para clasificar, bajo el juicio de este mismo, todo aquello que se relacione con él. El grupo de recopilaciones El pensamiento heterosexual apunta a una crítica fuerte al sistema tradicional hegemónico heterosexual como marco simbólico de interpretación del mundo. En este sentido, todo lo creado desde el pensamiento heterosexual responde a su misma lógica, incluyendo, la idea de la homosexualidad que también es construida desde este pensamiento. Produjo su teoría en conjunto con otras feministas materialistas, como Colette Guillaumin, Nicole Claude-Mathieu y Paola Tabet, con quienes publicó durante los años 70 la revista Nouvelles Questions Féministes.

### Análisis en el feminismo contemporáneo
El régimen heterosexual y la nación. Aportes del lesbianismo feminista a la antropología, por Ochy Curiel

## Sus obras
- L’opoponax. 1964.
- Las Guerrilleras. 1969.
- El cuerpo lesbiano. Editorial Pre-Textos. 1973. ISBN 84-85081-10-2.
- Borrador para un diccionario de las amantes. 1976.
- El pensamiento heterosexual y otros ensayos. 1992. Egales 2005. Traducción de Javier Sáez del Álamo y Paco Vidarte. Nueva edición prevista en Paidós 2024.